# Lotte Giants
O Lotte Giants é um clube profissional de beisebol sul-coreano sediado em Busan, Coreia do Sul. A equipe disputa a KBO League.

## História
Foi fundado em 1975.

## Notáveis jogadores
- Choi Dong-won (1983–88)
- Kim Yong-hee (1982–89)
- Kim Yong-cheol (1982–89)
- Kim Min-ho (1984–96)
- Yoon Hak-kil (1986–2000)
- Park Jeong-tae (1991–2004)
- Lee Dae-ho (2001–11, 2017–presente)
- Félix José (1999, 2001, 2006–07)
- Roberto Giron (1999)
- Mario Encarnación (2003)
- José Cabrera (2006)
- Roberto Perez (2004)
- Brian Myrow (2006)
- John Gall (2006)
- David Cortés (2008)
- Jon Adkins (2009)
- Karim García (2008–10)
- Ryan Sadowski (2010–12)